# Rasa (estètica)
En l'estètica índia, un rasa (en sànscrit: रस) significa literalment «néctar», «essència» o «gust». Connota un concepte de les arts índies sobre el gust estètic de qualsevol obra visual, literària o musical que evoqui una emoció o sentiment en el lector o l'audiència però no es pot descriure. Es refereix als sabors/essències emocionals que l'escriptor incorpora a l'obra i que gaudeix un «espectador sensible» o sahṛdaya, literalment aquell que «té cor» i pot connectar amb l'obra amb emoció, sense sequedat.
Els rasas són creats per bhava: l'estat d'ànim.
La teoria rasa té una secció dedicada (Capítol 6) al text sànscrit Natya Shastra, un text antic sobre les arts del 1r mil·lenni aC atribuït a Bharata Muni. No obstant això, la seva exposició més completa en teatre, cançons i altres arts escèniques es troba a les obres del filòsof caixmiri xivaïsta Abhinavagupta (c. 1000), que demostra la persistència d'una tradició estètica de llarga data de l'antiga Índia.
Segons la teoria rasa del Natya Shastra, l'entreteniment és un efecte desitjat de les arts escèniques, però no l'objectiu principal, i l'objectiu principal és transportar l'audiència a una altra realitat paral·lela, plena de meravella i felicitat, on experimenten l'essència de la seva pròpia consciència, i reflexionar sobre qüestions espirituals i morals.
Encara que el concepte de rasa és fonamental per a moltes formes d'arts índies, com ara la dansa, la música, el teatre, la pintura, l'escultura i la literatura, la interpretació i implementació d'un rasa particular difereix entre diferents estils i escoles.
La teoria índia del rasa també es troba en les arts hindús i les produccions musicals del Ramayana a Bali i Java (Indonèsia), però amb evolució creativa regional.

## Història
La paraula «rasa» apareix a la literatura vèdica antiga. A Rigveda, connota un líquid, un extracte i un sabor. A Atharvaveda, rasa en molts contextos significa «gust», i també el sentit del «suc del gra». Segons Daniel Meyer-Dinkgräfe, professor de Drama, rasa a les Upanixads es refereix a «l'essència, la consciència auto-lluminosa, la quintaessència», però també el «gust» en alguns contextos. En la literatura postvèdica, la paraula generalment connota «extracte», «essència», «suc» o «líquid saborós».
Rasa en un sentit estètic es suggereix a la literatura vèdica, però els manuscrits més antics que es conserven, amb la teoria rasa de l'hinduisme, són de Natya Shastra. Al capítol 6 de l'Aitareya Brahmana, per exemple, afirma:
| «                                                                     | Ara (ell) glorifica les arts, les arts són el refinament del jo (atma-samskrti). Amb aquests l'adorador es recrea a si mateix, que està fet de ritmes, mètriques. | » |
| — Aitareya Brahmana 6.27 (c. 1000 aC), Traductor: Arindam Chakrabarti | |   |

El text sànscrit Natya shastra presenta la teoria rasa al capítol 6, un text atribuït a Bharata Muni. El text comença la seva discussió amb un sutra anomenat en l'estètica índia com el rasa sutra:
| «                                                                         | Rasa es produeix a partir d'una combinació de determinants (vibhava), conseqüents (anubhava) i estats transitoris (vyabhicaribhava). | » |
| — Natyashastra 6.109 (c. 200 aC - 200), Traductor: Daniel Meyer-Dinkgräfe | |   |

Segons el Natya shastra, els objectius del teatre són potenciar l'experiència estètica i oferir rasa emocional. El text afirma que la finalitat de l'art és múltiple. En molts casos, pretén produir repòs i alleujament per a aquells esgotats pel treball, o desconcertats pel dolor, o carregats de misèria o afectats per temps austers. No obstant això, l'entreteniment és un efecte, però no l'objectiu principal de les arts segons Natya shastra. L'objectiu principal és crear rasa per aixecar i transportar els espectadors, fins a l'expressió de la realitat última i els valors transcendents.
L'Abhinavabhāratī és el comentari més estudiat sobre Natyasastra, escrit per Abhinavagupta (950-1020), que es va referir a Natyasastra també com el Natyaveda. L'anàlisi de Natyasastra d'Abhinavagupta destaca per la seva extensa discussió sobre qüestions estètiques i ontològiques. Segons Abhinavagupta, l'èxit d'una actuació artística no es mesura per les crítiques, premis o reconeixements que rep la producció, sinó només quan s'executa amb una precisió hàbil, una fe dedicada i una concentració pura de manera que l'artista absorbeixi emocionalment el públic en el art i submergeix l'espectador amb pura alegria d'experiència rasa.

## Elements
Bharata Muni va enunciar els vuit rasa al Nātyasāstra, un text sànscrit antic de teoria dramàtica i altres arts escèniques, escrit entre el 200 aC i el 200. A les arts escèniques índies, un rasa és un sentiment o emoció que l'art provoca en cada membre del públic. El Natya Shastra esmenta sis rasa en una secció, però a la secció dedicada al rasa afirma i discuteix vuit rasa primaris.

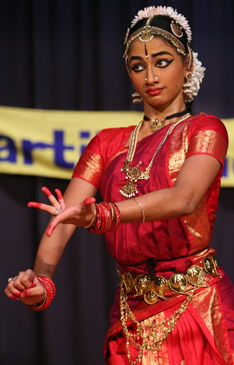
Expressió de Śṛṅgāraḥ (romanç) a Bharatanatyam
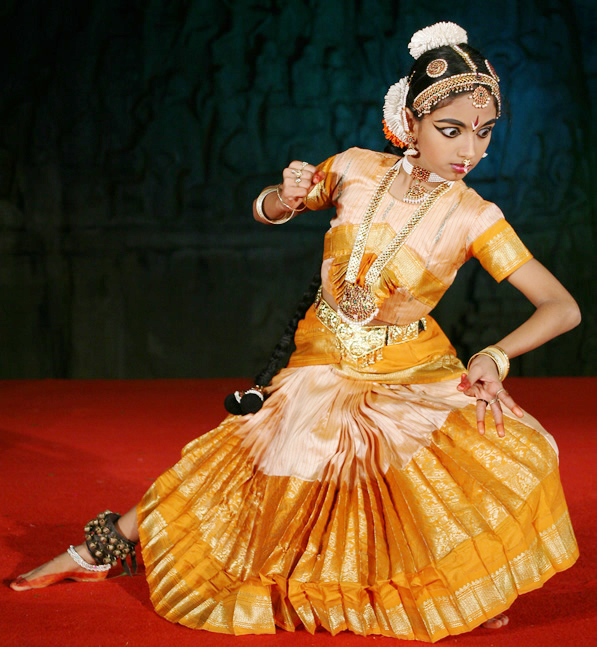
Rasa Raudram de la fúria destructiva de la deessa Durga a Bharatanatyam

Cada rasa, segons Nātyasāstra, té una deïtat que presideix i un color específic. Hi ha 4 parells de rasa. Per exemple, Hāsya sorgeix de Sringara. L'aura d'una persona espantada és negra i l'aura d'una persona enfadada és vermella. Bharata Muni va establir el següent:
| Rasa       | Sànscrit | Sentiment                 | Divinitat | Color     | Descripció |
| ---------- | -------- | ------------------------- | --------- | --------- | --- |
| Śṛṅgāraḥ   | शृङ्गारः     | Romanç, amor, atractiu    | Vixnu     | Verd clar | Śṛṅgāraḥ és el més important dels rasa. És pur per a l'ànima pietosa, brillant, noble, esplèndida, i la seva naturalesa és alegria. S'expressa a través de l'atracció de l'home i la dona. Aquesta atracció pot tenir dues qualitats: sanyoga (unitat) o viyoga (separació). Per a l'encarnació de Śṛṅgāraḥ, es poden utilitzar 46 bhava, només alasya (mandra), ugrata (violència) i jugupsa (disgust) no s'utilitzen. La sensació d'unitat és evocada per determinacions com les estacions agradables, l'alegria de les joies i els ornaments, les pomades fragants, els passejos pel jardí, l'estada en habitacions precioses, la companyia de l'ésser estimat, les paraules tendres, el joc amb la parella. La sensació de separació s'associa amb la preocupació i el desig. Els estats utilitzats per a la seva representació són asuya (gelosia), srama (cansament), cinta (ansietat), autsukya (inquietud, desig), nidra (somni), supta (adormit, superat pel son, somni), vibodha (despertar), vyadhai (febre, malaltia, desordre), unmada (bogeria), jadata (aturdiment), apasmara (oblit), i maranam (mort causada per malaltia o violència). |
| Hāsyam     | हास्यं      | Rialles, alegria, comèdia | Xiva      | Blanc     | El riure és produït per joies inusuals, roba desordenada, impertinència, trampes, errors, discurs incoherent, etc. Aquesta rasa s'observa amb més freqüència en personatges femenins i de rang inferior. Hi ha 6 tipus d'aquest rasa: smita (riure suau), hasita (riure), vihasita (somriure ample), upahasita (riure satíric), apahasita (riure ximple), i atihasita (riure fort). Els dos primers matisos també poden aparèixer en figures de rang superior. Per a l'encarnació de Hāsyam, s'utilitzen 11 bhava. |
| Raudram    | रौद्रं      | Fúria                     | Xiva      | Vermell   | Aquest rasa s'associa amb esperits malignes i individus violents, però també pot aparèixer en altres personatges. Provoca baralles. Es descriu que els personatges tenen més d'una cara l'aspecte de la qual en la parla, els gestos i les paraules fa por. Fins i tot quan aquests personatges estimen, el seu amor és violent. Aquest rasa també s'aplica als seus servents i soldats. Raudram és causada per batalles, cops, ferits, assassinats, etc. La seva representació inclou moltes armes, caps tallats i similars. Raudram està present en accions com colpejar, causar dolor, vessar sang, atacar amb armes, etc. Està encarnat per 14 bhava. |
| Kāruṇyam   | कारुण्यं     | Compassió, misericòrdia   | Yama      | Gris      | Kāruṇyam s'evoca quan veiem morir un ésser estimat o proper o quan escoltem males notícies. Està encarnat per 24 bhava. |
| Bībhatsam  | बीभत्सं     | Fàstic, aversió           | Xiva      | Blau      | Bībhatsam es desencadena per les coses que molesten la ment, com ara veure o escoltar coses que no són desitjades, lletjes, desagradables, pudents, de mal gust, discordants, o dolentes al tacte. Es pot utilitzar 11 bhava per a l'encarnació. |
| Bhayānakam | (भयानकं    | Horror, terror            | Yama      | Negre     | Bhayānakam s'evoca veient o escoltant persones o objectes sinistres, narracions de morts de persones, empresonament, etc. S'encarna mitjançant l'ús de 16 bhava. |
| Vīram      | वीरं       | Heroisme                  | Indra     | Safrà     | Vīram afecta personatges nobles i valents. L'evoca la fredor, la determinació, la justícia, la cavalleria, la força, la prudència, etc. Aquest rasa s'expressa a través de la fermesa, la valentia, la ment oberta i l'art. S'utilitzen 16 bhava per a la representació de vīram. |
| Adbhutam   | अद्भुतं     | Meravella, sorpresa       | Brama     | Groc      | Adbhutam es desencadena per la visió dels déus, l'èxit sobtat d'un esforç, passejades al parc, visites als temples, etc. Qualsevol esdeveniment inusual es pot considerar com un desencadenant d'adbhutam. Per a l'encarnació d'adbhutam s'utilitzen 12 bhava. |

### Elrasa Śāntam
Autors posteriors van afegir un novè rasa. Aquesta addició va haver de patir una gran lluita entre els segles vi i x, abans que pogués ser acceptada per la majoria dels Alankarikas, i l'expressió «Navarasa» (els nou rasa), pogués entrar de moda.
| Rasa   | Sànscrit | Sentiment           | Divinitat | Color         |
| ------ | -------- | ------------------- | --------- | ------------- |
| Śāntam | शान्तरस    | Pau, tranquil·litat | Vixnu     | Blanc perpetu |

El rasa Śāntam funciona com un membre igual del conjunt de rasa, però alhora és diferent com la forma més clara de felicitat estètica. Abhinavagupta ho compara amb la corda d'un collaret de joies; tot i que potser no és el més atractiu per a la majoria de la gent, és la corda la que dona forma al collaret, permetent gaudir de les joies de les altres vuit rasa. Gaudir dels rasa i particularment del rasa Śāntam s'insinua que és tan bo, però mai igual, a la felicitat de l'autorealització experimentada pels ioguis.

## Llista debhava

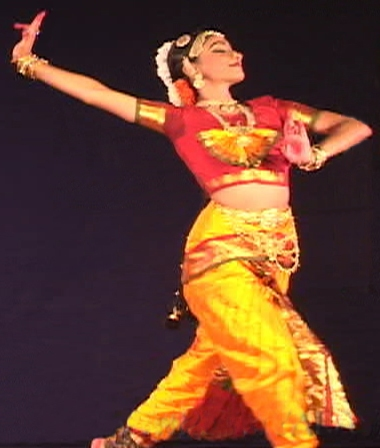
Bharatanatyam Bhava

La paraula sànscrita bhava (भव) traduïda aproximadament significa estats «psicofisiològics»: estats d'ànim i sentiments. El terme també apareix al ioga i altres tradicions índies. El Natya Shastra descriu 49 bhava, que es divideixen en tres categories: 
- Sthaayee Bhava: estats d'ànim persistents o permanents.
- Vyabhichaaree Bhava (o Sanchari Bhavas): estats d'ànim canviants o variables (desencadenats per estímuls externs),
- Saattvika Bhava: estats d'ànim emocionals (desencadenats per l'estat interior del cor o un estat d'ànim).

El Natya Shastra descriu detalladament com els diferents bhava han de ser encarnats pels actors.
Tanmateix, els propis bhava no necessàriament poden ser representats directament. Poden ser causats per desencadenants perceptibles i evoquen reaccions perceptibles. Aquestes causes s'anomenen vibhava. Per exemple, el tigre inspira por al viatger solitari. Així que la solitud i el tigre són vibhavas. Les manifestacions de la por, al seu torn, provoquen tremolors, pell de gallina, entumiment, etc. Aquestes reaccions s'anomenen anubhavas perquè els bhava van acompanyats (anu) de paraules, gestos, entonacions, etc.
La descripció de la representació es dona indicant els Vibhava i Anubhava. Per als estats d'ànim permanents Sthaayee Bhava, també es donen els estats d'ànim emocionals i canviants associats.
Les diverses combinacions possibles dels bhava creen l'estat d'ànim de la peça, el significat de la qual toca el cor de l'espectador i evoca l'extació del rasa.

### Sthaayee Bhava
Sthaayee Bhava, a diferència dels altres bhava, són permanents i dominen sobre tots els altres bhava. Només Sthaayee Bhava pot induir el gaudir dels rasa. En una obra de teatre o un poema marquen el to, «com el rei el més alt entre els homes i el mestre el més alt entre els estudiants, així els estats d'ànim permanents dominen tots els altres estats d'ànim».
El rerefons de la teoria és el concepte indi de percepció samskara: els pensaments, les accions i les percepcions de cada ésser humà creen impressions sense interrupció. Aquests estan modelats per tendències i instints innats i s'enfonsen al nivell de l'inconscient. Allà s'organitzen al voltant dels sentiments. Els sentiments, al seu torn, estan relacionats amb situacions típiques universals i evoquen patrons d'acció precisament definibles. Aquests s'anomenen stahyibhava o «estats permanents» perquè sempre estan incrustats en l'organisme humà i en el caràcter.
El Natyasastra enumera vuit Sthaayee Bhava amb vuit rasa corresponents:
- Rati (amor, plaer): Provocat per la realització del desig. És tendre i gràcil de retratar. Els desencadenants són les flors, l'ornament, una residència rica, qualsevol cosa que sigui bella o desitjable. Un lleuger somriure, una veu melòdica, gestos fins de les celles, mirades furtives i mirades de costat, etc. es donen com a reaccions involuntàries de la representació.
- Hasya (felicitat, alegria): Provocat per la imitació i la caricatura d'altres persones i les seves accions, o per l'estupidesa, l'absurd o les paraules buides i irrellevants. Els desencadenants són coses rares en la roba o el llenguatge, etc. Es representen imitant, somrient, rient, rient excessivament, salivant, etc.
- Soka (tristesa): Causat per la separació d'un ésser estimat, la pèrdua de riquesa, la tristesa per la mort o l'empresonament d'un membre de la família, i similars. Hi ha tres tipus de llàgrimes: llàgrimes d'alegria, llàgrimes de dolor i llàgrimes de gelosia. Representat per plorars silenciosos, plorar, respirar profundament, caure a terra i lamentar-se, etc. Les llàgrimes d'alegria es representen amb les galtes aixecades, les llàgrimes de dolor per moviments corporals de malestar, i llàgrimes de gelosia en dones que les tremolen els llavis i galtes, sospirs i tremolors de caps. La desgràcia o el dolor desencadena el plor i la tristesa en les figures baixes i dominen els personatges de dones, figures mitjanes i altes.
- Krodha (ira): Causat per conflicte, insult, abús, oposició, desacord, etc. Segons si la ira la desencadena o la simula un enemic, un mestre, un amant o un servent, hi ha diferents maneres d'expressar-la. La ira cap a un enemic està indicada per les fosses nasals acampanades, i els llavis i les celles arquejades. La ràbia contra el mestre requereix, entre altres coses, una modèstia controlada i gestos tímids, llàgrimes en la comissura dels ulls, una mirada intensa i amenaçadora amb els ulls molt oberts cap als criats. La ira fingida està representada per cansament, raons inventades i ira fingida.
- Utsaha (energia, zel): L'energia o el zel és una característica d'una figura superior. Evocat per l'alegria, la força, la paciència, la valentia i similars. Jugat per expressar claredat, decisió, prudència i criteri. Representat per determinades expressions facials, moviments atrevits, lideratge, etc.
- Bhaya (terror, por): Provocat per un comportament inadequat envers el rei o els ancians, vagar per boscos o cases solitaris, avencs a les muntanyes, albirament d'un elefant o una serp, foscor de la nit, crits de mussols o d'animals aterridors, escoltar històries terribles i similars. Representat per tremolors corporals, boca seca, confusió, ulls oberts, dempeus paralitzat, etc. S'atribueix només a dones o figures inferiors de l'obra.
- Jugupsa (fàstic): Provocat per la visió de coses brutes i repulsives. Es representa agafant el nas, ajupit i contraint les extremitats, mirada escèptica, mans subjectant el cor i altres. L'expressió de fàstic s'associa només amb personatges femenins i figures inferiors.
- Vismaya (sorpresa): Desencadenat per l'aparició sobtada d'alguna cosa, propietats màgiques, assoliments humans extraordinaris, excel·lents pintures i obres d'art, etc. Interpretada per ulls ben oberts, una mirada fixa sense parpellejar, moviment de celles, pell de gallina, tremolor del cap, comentaris d'agraïment, etc. S'expressarà amb plaer.

### Vyabhichaaree Bhava
Els Vyabhichaaree Bhava són aquells sentiments variables que són auxiliars a un estat d'ànim permanent. Una llista identifica 33 Vyabhichaaree Bhava.
| « | (sànscrit) निर्वेदग्लानिशङ्काख्यास्तथासूया मदः श्रमः। आलस्यं चैव दैन्यं च चिन्तामोहः स्मृतिर्धृतिः॥१८॥ व्रीडा चपलता हर्ष आवेगो जडता तथा। गर्वो विषाद औत्सुक्यं निद्रापस्मार एव च॥१९॥ सुप्तं विबोधोऽमर्षश्चापि अवहित्थं अथोग्रता। मतिर्व्याधिस्तथा उन्मादस्तथा मरणमेव च॥२०॥ त्रासश्चैव वितर्कश्च विज्ञेया व्यभिचारिणः। त्रयस्त्रिंशदमी भावाः समाख्यातास्तु नामतः॥२१॥ | (català) S'anomenen depressió, pena, dubte, i també enveja, embriaguesa i cansament. La ociositat i també la misèria, l'angoixa i l'engany, la memòria i la paciència. Vergonya, agilitat, alegria, impuls, inèrcia, i orgull, depressió, ansietat, son i oblit. Dormir, despertar i ràbia, i inconsciència i violència. Intel·ligència, malaltia, i també bogeria, i també mort. La por i el debat s'han d'entendre com a desviats. Els trenta-tres modes han estat declarats pel seu nom. | » |

Els estats variables Vyabhichaaree Bhava són de naturalesa voluntària, és a dir, es poden controlar.

### Saattvika Bhava
Sou vuit Saattvika Bhava:
| « | (sànscrit) स्तम्भः स्वेदोऽथ रोमाञ्चः स्वरभेदोऽथ वेपथुः। वैवर्ण्यं अश्रु-प्रलय इत्यष्टौ सात्विकाः स्मृताः॥२२॥ | (català) Col·lapse, sudoració, excitació, diferència de veu, tremolor. Es diu que els vuit són sàtvics, és a dir, decoloració, llàgrimes i aniquilació. | » |

Aquests són explicats per Bharata i Dhanika de la següent manera:
| « | (sànscrit) "सत्त्वं नाम मनःप्रभवम्। एतदेव समाहितमनस्त्वादुत्पद्यते। " इति भरतः। "एतदेवास्य सत्त्वं यत् दुःखितेन प्रहर्षितेन वा अश्रु-रोमाञ्चादयो निवर्त्यन्ते। तेन सत्त्वेन निर्वृत्ता भावाः - सात्त्विकाः भावाः। तद्भावभावनं च भावः।" इति धनिकः। "पृथग् भावा भवन्त्यन्येऽनुभावत्वेऽपि सात्त्विकाः। सत्त्वादेव समुत्पत्तेस्तच्च तद्भावभावनम्॥" इति धनिकः। | (català) Satvika és la font de la ment. Això és el que sorgeix de la ment concentrada, diu Bharata. Aquesta és l'essència mateixa que les llàgrimes i l'emoció són retirades per la tristesa o l'alegria. Les emocions que es resolen per aquest Satvika: les emocions sàtviques. I el sentiment d'aquest sentiment és el sentiment, va dir l'home ric. Hi ha éssers separats, d'altres són sàtvics fins i tot en el seu ésser. De Sattva sorgeix, i aquesta és la creació d'aquest ésser, diuen els rics. | » |

Els sentiments s'han de fer visibles en el drama si es vol representar el comportament de la gent. Es consideren més difícils d'executar que el Vyabhichaaree Bhava. La seva encarnació requereix una ment concentrada per expressar el dolor i el plaer emocionalment correctament i naturalment. A diferència del Vyabhichaaree Bhava, l'actor ha de sentir les emocions per ser retratades mentalment

## El seu paper en l'art
Segons el Natya Shastra, un rasa és un fenomen sintètic i l'objectiu de qualsevol art escènic creatiu, oratòria, pintura o literatura. Wallace Dace tradueix l'explicació del text antic del rasa com «un gust d'una emoció humana elemental com l'amor, la llàstima, la por, l'heroisme o el misteri, que forma la nota dominant d'una peça dramàtica; aquesta emoció dominant, tal com la tasta l'audiència, té una qualitat diferent de la que es desperta a la vida real; es pot dir que rasa és l'emoció original transfigurada per la delícia estètica».
Els rasas es creen a través d'una àmplia gamma de mitjans, i els antics textos indis discuteixen molts d'aquests mitjans. Per exemple, una manera és mitjançant l'ús de gestos i expressions facials dels actors. Expressar Rasa en forma de dansa clàssica índia es coneix com a Rasa-abhinaya.
La teoria dels rasa constitueix la base estètica de tota la dansa i el teatre clàssic indi, com ara Bharatanatyam, Kathakali, Kathak, Kuchipudi, Odissi, Manipuri, Kudiyattam i altres.
A la música clàssica índia, cada raga és una creació inspirada per a un estat d'ànim específic, on el músic o conjunt crea la rasa en l'oient. No obstant això, predominantment totes les raga i actuacions musicals de les tradicions hindús tenen com a objectiu una de les sis rasa, en què la música és una forma de pintura «d'amor, compassió, pau, heroïsme, humor o el sentiment de meravella» dins de l'oient. La ira, el fàstic, la por i aquestes emocions no són objecte de rasa, però formen part de les teories índies sobre les arts dramàtiques. De les sis rasa que s'adrecen a la música índia, cadascuna té subcategories. Per exemple, el rasa «amor» en la imaginació hindú té molts sabors musicals, com l'amor eròtic (sringar) i l'amor devocional espiritual (bhakti).
«Rasa» és una fusió de paraula i significat,

que banya la ment dels lectors,

amb sabor de felicitat.

És la veritat de la poesia,

brillant sense parar.

Clar al cor,

encara està més enllà de les paraules.
En les teories de la poètica índia, els antics estudiosos afirmen que l'eficàcia d'una composició literària depèn tant del que s'enuncia com de com s'enuncia (paraules, gramàtica, ritme), és a dir, el significat suggerit i l'experiència de rasa. Entre les tradicions hindús més celebrades sobre la teoria de la poètica i les obres literàries, es troben Bhartrhari del segle v i Anandavardhana del segle ix, però la tradició teòrica sobre la integració de rasa en obres d'art literàries probablement es remunta a un període més antic. Això es discuteix generalment sota els conceptes indis de Dhvani, Sabdatattva i Sphota.
L'obra literària Bhagavata Purana desplega rasa, presentant Bhakti de Krixna en termes estètics. El rasa que presenta és com un gust emocional, un estat d'ànim, que s'anomena Sthayi Bhava. Aquest desenvolupament cap a un estat agradable resulta de la interacció sobre ell de les condicions emocionals acompanyants que s'anomenen Vibhavas, Anubhavas i Sanchari Bhavas:
- Vibhavas significa Karana o «causa»: és de dos tipus: Alambana (l'objecte i substrat personal o humà), i Uddipana (els excitants).
- Anubhava, com el seu nom significa els efectes o substàncies posteriors a l'augment de l'emoció.
- Sanchari Bhavas són aquells sentiments creuats que són auxiliars a un estat d'ànim.

Els estudiosos posteriors van afegir més estats emocionals com els Saatvika Bhavas.
A les teories índies sobre l'escultura i l'arquitectura (Śilpa Śāstra), les teories rasa, en part, impulsen les formes, les figures, els arranjaments i les expressions en imatges i estructures. Alguns textos indis sobre Śilpa sobre tallar i fer imatges suggereixen nou rasas.

## Influència en el cinema
Actualment s'està intentant utilitzar la teoria rasa en la crítica literària contemporània.
El Rasa ha tingut una influència important en el cinema de l'Índia. Les produccions de Bollywood també de vegades es basen en l'estètica rasa. Satyajit Ray ha aplicat el mètode rasa del drama clàssic sànscrit a les pel·lícules, com Devi o la Trilogia d'Apu (1955-1959).
Al cinema hindi, és el tema de la pel·lícula Naya Din Nayi Raat, on l'actor Sanjeev Kumar va interpretar nou personatges corresponents a nou rasa.

## Comparaciórasa- catarsi
Tant els estudiosos occidentals com els indis continuen fent la comparació entre rasa i catarsi. Els punts comuns inclouen la referència a les respostes emocionals dels espectadors com a objectiu del drama i el seu missatge extrínsec.
Mentre que la poètica aristotèlica només coneix els dos estats Eleos (emoció i lamentació) i Fobos (horror i estremiment), Bharata diferencia vuit rasa de contingut diferent. I independentment del to de sentiment, l'experiència de rasa sempre és agradable i exaltada.
Si s'intenta assignar les rasa, s'obté una situació poc clara amb solapaments:
- Tragèdia: compassiva, enfadada, heroica, terrorífica, repugnant, i magnífica o meravellosa
- Comèdia: eròtica, divertida, heroica, i genial o meravellosa

El drama indi no segueix el concepte de mímesi de la teoria platònica de la imitació. Per a Plató, les imatges literàries són mals reflexos perquè estan triples allunyades de la realitat. En cavi, en l'estètica índia no hi ha cap intent de representar la «realitat» sinó, al contrari, de recrear-la seguint els paràmetres de l'art.